# Богденешть (Бужорень, Вилча)
Богденешть, Богденешті (рум. Bogdănești) — село у повіті Вилча в Румунії. Входить до складу комуни Бужорень.
Село розташоване на відстані 160 км на північний захід від Бухареста, 8 км на північ від Римніку-Вилчі, 103 км на північний схід від Крайови, 112 км на південний захід від Брашова.

## Населення
За даними перепису населення 2002 року у селі проживала 591 особа, усі — румуни. Усі жителі села рідною мовою назвали румунську.